# 小林宏之 (パイロット)
小林 宏之（こばやし ひろゆき、1946年〈昭和21年〉10月4日 - ）は元パイロット（日本航空機長）。現在は航空評論家・危機管理専門家。

## 経歴
愛知県新城市生まれ。愛知県立豊橋東高等学校卒業後、東京商船大学（現東京海洋大学）航海科を中退し、日本航空に入社。以来42年間、一度もスケジュールの変更なく飛び続ける。日本航空が運航した全ての国際路線と主な国内線に乗務。総飛行時間は地球800周に相当する18500時間。首相特別便機長、湾岸危機時の邦人救出機機長なども務めた。「グレート・キャプテン」と呼ばれた。
2008年には「高度一万メートルからみた地球環境」というテーマで、新聞、テレビ、ラジオ、雑誌などのメディアに出演。2010年3月に退社時のラストフライトはマスコミの話題となり、新聞・テレビなどで特集が組まれる。その後は、危機管理・リスクマネジメントの講師として活躍する傍ら、航空評論家としても活躍中。様々な企業・団体の他医療機関、原子力関係の各機関、で講演が依頼される。

## 略歴

### 主な社内略歴
- 国際路線室主席機長
- 飛行技術室長
- 運航安全推進部長
- 運航本部副本部長
- 首相特別便機長（竹下首相、海部首相、小泉首相）
- 湾岸危機時の邦人人救出機長

### 主な社外略歴
- 宇宙開発事業団（現宇宙航空研究開発機構）危機管理嘱託委員
- 日本人宇宙飛行士安全検討チーム
- 慶應義塾大学大学院特別講師
- 中央大学客員講師
- 早稲田大学特別講師
- その他の大学特別講師

### 退職後の主な経歴
- 国土交通省交通政策審議会委員
- 国土交通省航空局委員
- 日本航空機操縦士協会副会長
- 原子力安全推進協会運転責任者講習講師
- 慶應義塾大学大学院非常勤講師
- 広島大学招聘講師
- リスクマネジメント・危機管理専門家
- 航空評論家としてテレビ・ラジオに出演

### 講師歴
- 対象：企業・団体等・医療（医科大学・病院）機関、原子力関係の各機関
- テーマ：「危機管理」「リスクマネジメント」「安全管理」「「ヒューマンエラー対策」「リーダーシップ」「管理職セミナー」「プロフェッショナル」「OODAループ」等のテーマで講師、研修講師を務める

### 所属学会等
- 日本リスクマネジメント学会
- 日本抗加齢医学会
- エンジン01文化戦略会議

### 著書
- 機長の「集中術」』阪急コミュニケーションズ
- 『機長の「健康術」』　阪急コミュニケーションズ
- 『JAL最後のサムライ機長-命を預かるグレートキャプテンのリーダー術』ポプラ社
- 『JALで学んだミスをふせぐ仕事術』SBクリエイティブ
- 『ザ・グレート・フライト～JALを飛んだ42年 太陽は西からも昇る』講談社
- 「航空安全とパイロットの危機管理」「改訂増補航空安全とパイロットの危機管理」成山堂書店
- 「OODA危機管理と効率・達成を叶えるマネジメント」徳間書店